# 앵그리버드 블래스트 아일랜드
《앵그리버드 블래스트 아일랜드》(Angry Birds Blast Island)는 2018년에 출시된 로비오 엔터테인먼트의 비디오 게임이다.